# Sphaeronella abyssi
Sphaeronella abyssi är en kräftdjursart som beskrevs av Hansen 1897. Sphaeronella abyssi ingår i släktet Sphaeronella, och familjen Nicothoidae. Arten är reproducerande i Sverige.